# Khendjer
Userkare Khendjer là vị pharaon thứ 21 thuộc vương triều thứ 13 trong Thời kỳ Chuyển tiếp thứ Hai. Khendjer có thể đã cai trị trong 4 tới 5 năm, các chứng thực về mặt khảo cổ học cho thấy rằng ông đã ngồi trên ngai vàng trong ít nhất 3 hoặc 4 năm 3 tháng và 5 ngày. Một vài niên đại chắc chắn đã được đề xuất cho triều đại của ông, tùy thuộc vào học giả: 1764—1759 TCN theo Ryholt và Baker, 1756—1751 TCN theo Redford, và 1718—1712 TCN theo Schneider. Khendjer đã xây dựng một kim tự tháp cho bản thân mình tại Saqqara và do đó nhiều khả năng kinh đô của ông đặt tại Memphis.

## Tên gọi
Tên của Khendjer được chứng thực nghèo nàn trong tiếng Ai Cập. Khendjer "được giải thích như là một tên gọi ngoại quốc hnzr và được coi ngang với tên riêng trong tiếng Semit h(n)zr, [đại diện cho] 'lợn lòi đực'" theo nhà Ai Cập học người Đan Mạch Kim Ryholt. Ông ta lưu ý rằng sự đồng nhất này được hợp thức hóa bởi thực tế rằng tên gọi h(n)zr được viết là hzr theo một cách viết khác của tên vị vua này trên một con dấu đến từ triều đại của ông. Ryholt tuyên bố rằng từ 'lợn lòi đực' được: 
"chứng thực như là huzīru trong tiếng Akkad, hinzīr trong tiếng Arab, hazīrā trong tiếng Aram, hazīr trong tiếng Hebrew (tên gọi này được chứng thực như là hēzīr trong I Chron. 24:15, Neh. 10:20) hu-zi-ri trong các văn bản Nuzi, hnzr trong tiếng Ugarit, và có lẽ là hi-zi-ri trong tiếng Amorite." 
Do đó, Khendjer là vị vua Semit đầu tiên được biết đến của một vương triều Ai Cập bản địa. Tên prenomen của Khendjer hoặc tên ngai, Userkare, dịch ra là "Linh hồn của Re là hùng mạnh."
Tuy nhiên, Khendjer có thể có một prenomen thứ hai tại lễ đăng quang của ông: 'Nimaatre' mà dịch là 'Người mà thuộc về Maat là Re.' Tên gọi này xuất hiện cùng với tên Khendjer ở phần trên cùng của tấm bia đá thuộc về Amenyseneb (Louvre C12).

## Vị trí trong biên niên sử và độ dài triều đại

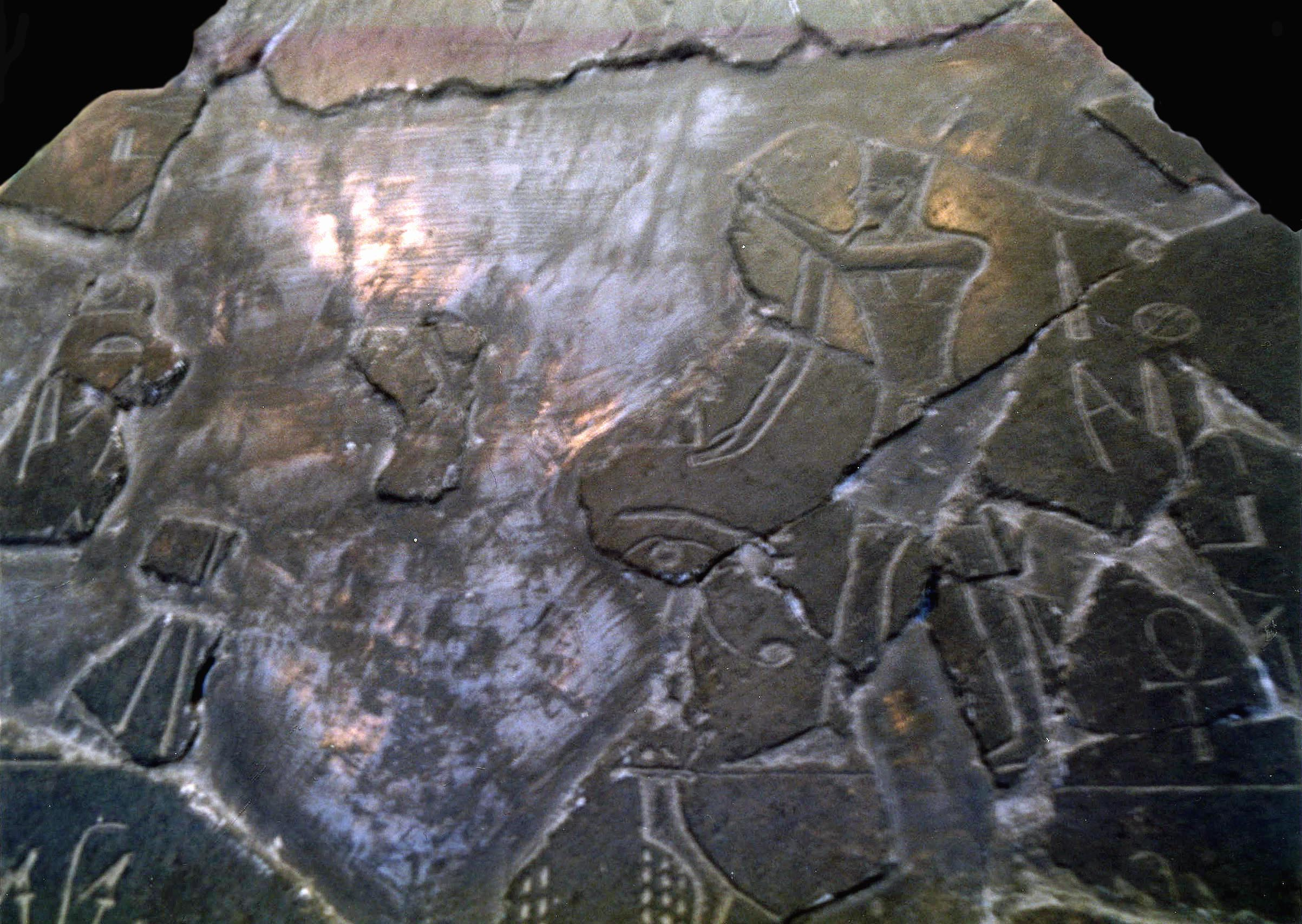
Khendjer thực hiện tế lễ trên khối mũ đá hình chóp đến từ kim tự tháp của ông.

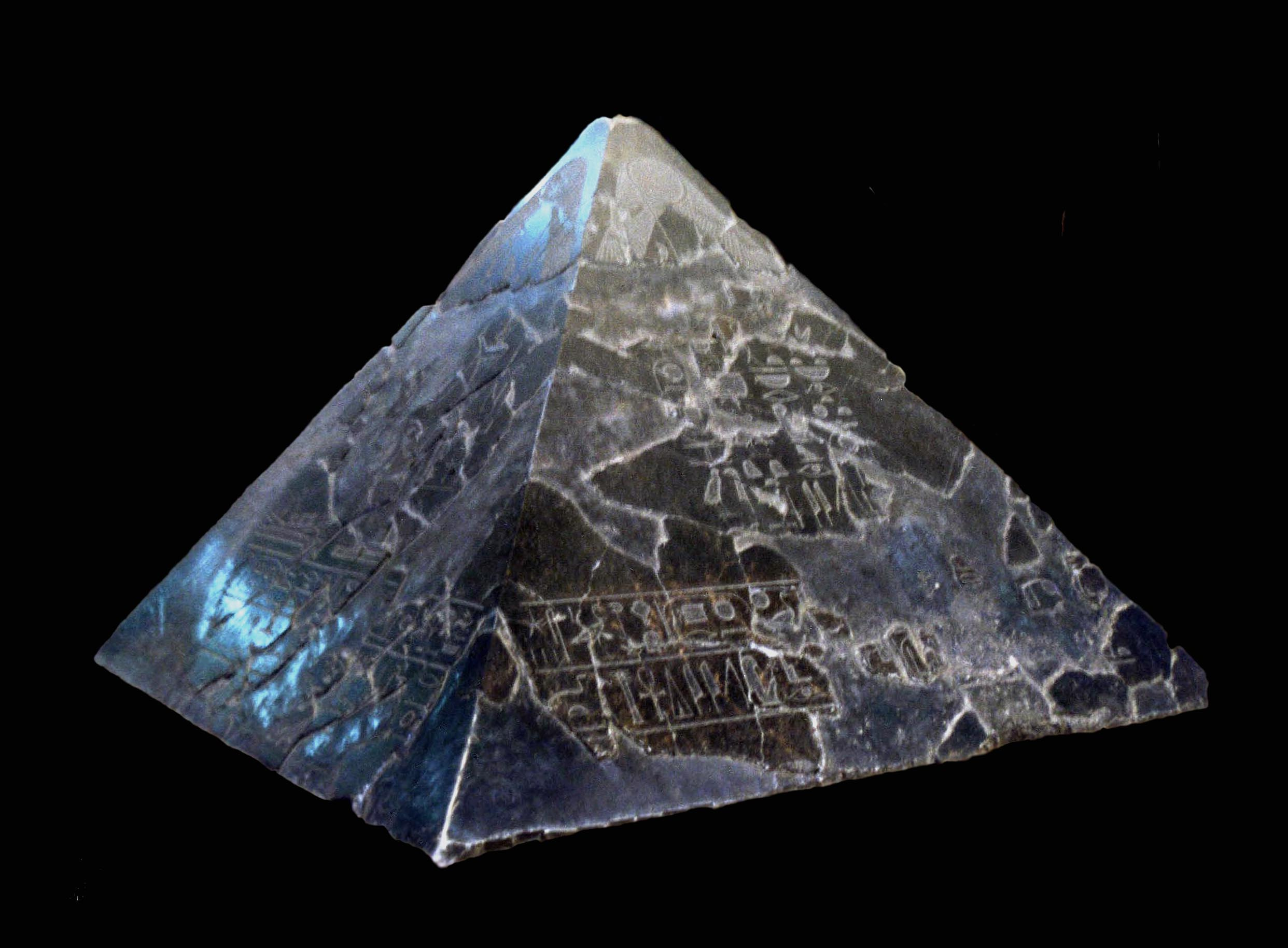
Khối mũ đá hình chóp đến từ kim tự tháp của Khendjer.

Vị trí chính xác trong biên niên sử của Khendjer ở trong vương triều thứ 13 lại không được biết chắc chắn do sự không chắc chắn ảnh hưởng đến các vị vua thuộc vương triều này. Nhà Ai Cập học Darrell Baker xếp ông là vị vua thứ 21 của vương triều này, Ryholt lại coi ông là vị vua thứ 22 và Jürgen von Beckerath đặt ông là vị pharaon thứ 17 của vương triều. Hơn nữa, danh tính vị tiên vương của ông vẫn đang được tranh luận: Baker và Ryholt tin rằng người đó là Wegaf, nhưng vị pharaon này lại bị nhầm lẫn với Khaankhre Sobekhotep, vì thế người ta vẫn chưa rõ ai trong số hai người này đã sáng lập nên vương triều thứ 13 và ai mới là vị tiên vương của Khendjer.
Niên đại chứng thực cao nhất dành cho triều đại của Khendjer là tháng thứ tư của mùa lũ lụt), ngày 15 trong năm trị vì thứ năm của ông. Kim Ryholt lưu ý rằng hai ghi chú kiểm tra có đề ngày tháng trên các khối đá đến từ khu phức hợp kim tự tháp chưa hoàn thành của ông ghi lại cho ông một triều đại tối thiểu là 3 hoặc 4 năm 3 tháng và 5 ngày. Các ghi chú kiểm tra được nhắc đến ở trên ghi lại những niên đại thuộc về triều đại của ông là Năm 1 I Akhet ngày 10 và Năm 5 IV Akhet ngày 15. Trong các ghi chú kiểm tra đó, tên của ba vị quan tham gia vào quá trình xây dựng kim tự tháp cũng được xác định. Họ là Quan thị thần của cung điện, Senebtyfy, Quan thị thần Ameny và quan thị thần, Shebenu. Vị quan sau cùng còn được chứng thực trong các nguồn khác.

## Kim tự tháp
Khendjer được biết đến chủ yếu thông qua khu phức hợp kim tự tháp của ông, nó được G. Jequier khai quật tại Saqqara, kim tự tháp này có lẽ đã được hoàn thành vì một khối mũ đá hình chóp đã được tìm thấy. Người ta còn tìm thấy tại đây một mảnh vỡ của một bình chứa nội tạng, mà cho thấy một phần trong tên của vị nữ hoàng của ông, Seneb... ", nó có thể được khôi phục lại như là Sonb[henas]." Những hiện vật khác cùng với tên của nhà vua là một tấm bia đá đến từ Abydos ghi lại các dự án xây dựng của nhà vua tại ngôi đền Osiris ở Abydos, và ghi tên vị tể tướng Ankhu. Một tấm bia khác đã từng nằm ở Liverpool (bị phá hủy trong Chiến tranh thế giới thứ hai), cung cấp tên người con trai của đức vua "Khedjer". Ông ta có thể là một người con trai của vị vua này. Những đồ vật khác có tên của ông, theo như danh sách được cung cấp bởi Ryholt, bao gồm ba con dấu hình trụ lăn từ Athribis, một viên ngói tìm thấy tại el-Lisht, các con dấu hình bọ hung và một lưỡi rìu.